# Javier Gutiérrez Álvarez
Pour les articles homonymes, voir Gutiérrez.
Javier Gutiérrez, né Javier Gutiérrez Álvarez le 17 janvier 1971 à Gozón en Espagne, est un acteur espagnol. 
Il est notamment connu pour La isla mínima, pour lequel il a remporté le Premio Goya du meilleur acteur en 2014, il reçoit cette même pour sa prestation dans le film El autor.

## Biographie

### Enfance
Javier Gutiérrez est né à Luanco (Asturies). À l'âge d'un an, il déménage avec sa famille pour vivre à Ferrol (La Corogne) jusqu'à ses 19 ans, quand il a déménagé à Madrid. Il a étudié à l'école La Salle dans le quartier de Caranza[réf. nécessaire], plutôt sur la rue Carranza.

## Filmographie
- 2002 : El otro lado de la cama : Fernando
- 2004 : Crimen ferpecto : Jaime
- 2005 : Torrente 3: El protector : Juan Francisco Solís
- 2006 : Un franco, 14 pesetas : Marcos
- 2008 : Santos : Salvador Santos
- 2009 : Al final del camino : José
- 2011 : Águila Roja: la película : Saturno "Sátur" García
- 2011 : Torrente 4: crisis letal : Juan Francisco Solís
- 2014 : 2 francos, 40 pesetas : Marcos
- 2014 : La isla mínima d'Alberto Rodríguez : Juan Robles
- 2015 : Appel inconnu (El Desconocido) de Dani de la Torre : L'inconnu
- 2015 : Truman de Cesc Gay : Le conseiller funéraire
- 2016 : L'Olivier d'Icíar Bollaín : Alcachofa
- 2016 : Assassin's Creed de Justin Kurzel : Tomas de Torquemada
- 2017 : Insiders: Escape Plan (Plan de Fuga) d'Iñaki Dorronsoro : Rápido
- 2017 : El autor de Manuel Martín Cuenca : Álvaro
- 2018 : Mirage (Durante la tourmenta) d'Oriol Paulo : Ángel Prieto
- 2018 : Champions (Campeones) de Javier Fesser : Marco Montes
- 2020 : Chez moi (Hogar) de Àlex Pastor et David Pastor : Javier
- 2021 : La hija de Manuel Martín Cuenca
- 2021 : Froid mortel (Bajocero) de Lluís Quílez : Martin

### Télévision
- 2024: L'Affaire Asunta : le juge Luis Malvar (rôle inspiré par le magistrat José Antonio Vázquez Taín dans l'affaire Asunta Basterra[1])

## Distinctions

### Récompenses
- 2014 : Premio Goya du meilleur acteur pour La isla mínima
- 2014 : Coquille d'argent du meilleur acteur pour La isla mínima
- 2018 : Premio Goya du meilleur acteur pour El autor